# Асасёрю Акинори
Асасёрю Акинори (яп. 朝青龍 明徳 Асасёрю: Акинори, настоящее имя Долгорсурэнгийн Дагвадорж, родился 27 сентября 1980 года в Улан-Баторе, Монголия) — закончивший карьеру борец сумо из Монголии, 68-й ёкодзуна. Асасёрю означает «Утренний Синий Дракон», поэтому борца часто называют Синим Драконом. Герой Труда Монголии (2009). Дядя Хосёрю, 74-го ёкодзуны.

## Краткое описание карьеры
Первый ёкодзуна в XXI веке (титул присвоен в марте 2003 года). Стал первым в истории сумо борцом из Монголии и третьим иностранцем, сумевшим достичь высшего звания ёкодзуна. Являлся одним из самых успешных и лучших борцов в истории, 25 раз выигрывал главный трофей сумо — Императорский кубок (4-й результат в истории), и, скорее всего, смог бы выиграть ещё несколько. Самым удачным сезоном карьеры был 2005 год, когда борец победил во всех шести турнирах года и показал рекордное (на тот момент) преобладание побед — 84 победы в 90 поединках.
Крайне амбициозная личность. Намеревался выиграть больше турниров, чем Тиёнофудзи (31) и Тайхо (32), что не казалось невозможным: последняя его победа на турнире достигнута буквально накануне отставки, в сезоне 2009 года он побеждал дважды. Был известен горячим нравом, неоднократно получал замечания за неподобающее поведение, тем более неприемлемое для высочайшего звания ёкодзуны. В августе 2007 года стал первым ёкодзуной в истории, временно отстранённым от участия в соревнованиях. Поводом послужило то, что борец, получив официальное освобождение от показательных выступлений из-за травмы и отбыв на родину для восстановления, участвовал в транслируемом по телевидению благотворительном футбольном матче, где выглядел весьма бодро и даже забил гол. В конечном счете, именно неподобающее поведение, а не отсутствие должных успехов, и послужило поводом его преждевременной отставки.

### Скандал с дракой и отставка
16 января 2010 года Асасёрю, находясь в состоянии алкогольного опьянения и сильного гнева, сильно поссорился с управляющим ночного клуба и ударил его, разбив нос. Не дожидаясь официально вынесенного решения расследующей инцидент комиссии и совета директоров Ассоциации сумо, ёкодзуна сам ушёл в отставку 4 февраля 2010 года.

## Стиль борьбы
Обладал взрывным темпераментом, исключительной спортивной злостью и спринтерскими качествами при боевом весе, близком к оптимуму. Использовал, в основном, классическую борьбу в поясе, технику захватов, бросков и теснения. Толчковую технику он применял реже, по большей части в завершение поединка. Действовал скоростью, напором, быстротой реакции, умением быстро находить очередной приём. Эти качества позволяли ему безоговорочно доминировать несколько сезонов, когда каждая редкая победа над ним воспринималась как событие.
С появлением ёкодзуна Хакухо его безоговорочное лидерство сошло на нет, однако до самой отставки он всегда был среди фаворитов и по-прежнему побеждал на турнирах, хотя и не так часто.

## Семья
Младший из четырёх сыновей в семье известного борца монгольского национального стиля Донров Долгорсурэн. Все его братья — заметные личности в разных видах борьбы. С 2002 года он был женат на своей однокласснице по имени Тамира, у них родились дочь и сын. Весной 2009 года они развелись. С 2014 года снова живут вместе. Его племянник — Хосёрю Томокацу, также сумоист, 74-й ёкодзуна в истории сумо (с января 2025).

## Результаты с дебюта в макуути
| Год в сумо | Январь Хацу басё, Токио  | Март Хару басё, Осака    | Май Нацу басё, Токио    | Июль Нагоя басё, Нагоя  | Сентябрь Аки басё, Токио    | Ноябрь Кюсю басё, Фукуока     |
| --- | ------------------------ | ------------------------ | ----------------------- | ----------------------- | --------------------------- | ----------------------------- |
| 2001 | Маэгасира #12 запада 9–6 | Маэгасира #6 востока 9–6 | Комусуби запада 8–7 В   | Комусуби востока 7–8    | Маэгасира #1 запада 10–5 Д★ | Комусуби востока 10–5 Д       |
| 2002 | Сэкивакэ запада 8–7      | Сэкивакэ запада 11–4 В   | Сэкивакэ запада 11–4 Д  | Сэкивакэ востока 12–3 В | Одзэки #3 востока 10–5      | Одзэки #2 востока 14–1        |
| 2003 | Одзэки #1 востока 14–1   | Ёкодзуна запада 10–5     | Ёкодзуна востока 13–2   | Ёкодзуна востока 5–5–5  | Ёкодзуна востока 13–2       | Ёкодзуна востока 12–3         |
| 2004 | Ёкодзуна востока 15–0    | Ёкодзуна востока 15–0    | Ёкодзуна востока 13–2–P | Ёкодзуна востока 13–2   | Ёкодзуна востока 9–6        | Ёкодзуна востока 13–2         |
| 2005 | Ёкодзуна востока 15–0    | Ёкодзуна востока 14–1    | Ёкодзуна востока 15–0   | Ёкодзуна востока 13–2   | Ёкодзуна востока 13–2–P     | Ёкодзуна востока 14–1         |
| 2006 | Ёкодзуна востока 11–4    | Ёкодзуна востока 13–2–P  | Ёкодзуна востока 1–2–12 | Ёкодзуна востока 14–1   | Ёкодзуна востока 13–2       | Ёкодзуна востока 15–0         |
| 2007 | Ёкодзуна востока 14–1    | Ёкодзуна востока 13–2–P  | Ёкодзуна востока 10–5   | Ёкодзуна востока 14–1   | Дисквалиф.                  | Дисквалиф.                    |
| 2008 | Ёкодзуна запада 13–2     | Ёкодзуна запада 13–2     | Ёкодзуна востока 11–4   | Ёкодзуна востока 3–3–9  | Ёкодзуна запада 5–5–5       | Пропустил из-за травмы 0–0–15 |
| 2009 | Ёкодзуна запада 14–1–P   | Ёкодзуна востока 11–4    | Ёкодзуна запада 12–3    | Ёкодзуна запада 10–5    | Ёкодзуна запада 14–1–P      | Ёкодзуна востока 11–4         |
| 2010 | Ёкодзуна запада 13–2     | Отставка 0–0             | x                       | x                       | x                           | x                             |
| Результат приведен как победил-проиграл-снялся Победа Малый кубок Отставка Не выступал в макуути Специальные призы: Д=За боевой дух (Канто-сё); В=За выдающееся выступление (Сюкун-сё); Т=За техническое совершество (Гино-сё) Ещё показаны: ★=Кимбоси; P=Участие в дополнительном финале Лиги: Макуути — Дзюрё — Макусита — Сандаммэ — Дзёнидан — Дзёнокути Ранги макуути: Ёкодзуна — Одзэки — Сэкивакэ — Комусуби — Маэгасира |                          |                          |                         |                         |                             |                               |

## Награды
- Герой Труда Монголии (2009 год)[7].
- Памятная юбилейная медаль Республики Тыва в ознаменование 100-летия единения России и Тувы и основания г. Кызыла (13 февраля 2015 года, Республика Тыва, Россия) — за вклад в развитие спорта и дружественных связей между Тувой и Монголией[8].